# Cassius (Foals)
Cassius is een nummer van de Britse indierockband Foals uit 2008. Het is de tweede single van hun debuutalbum Antidotes.
"Cassius" is volgens frontman Yannis Philippakis "het meest rechttoe rechtaan nummer op het album". Volgens Philippakis gaat het nummer over hoe om te gaan met iemand met twee gezichten, of iemand met een gespleten persoonlijkheid. De titel slaat op Cassius Clay die uiteindelijk Muhammad Ali werd, en op Gaius Cassius Longinus, die een belangrijke rol speelde in het complot tegen Julius Caesar.
Het nummer werd enkel een hit in het Verenigd Koninkrijk, waar het de 26e positie behaalde. In Nederland en Vlaanderen geniet het nummer kleine bekendheid, vooral onder liefhebbers van indierock, maar het bereikte er de hitlijsten niet.